# Zawada (powiat świecki)
Zawada – (niem. Hasenau) wieś w Polsce położona w województwie kujawsko-pomorskim, w powiecie świeckim, w gminie Pruszcz. Według spisu powszechnego z 2021 roku wieś liczyła 161 mieszkańców. 
W latach 1975–1998 miejscowość należała administracyjnie do województwa bydgoskiego.
Przez miejscowość przebiega droga:
- E261 S5 5 (Świecie - Zawada - Bydgoszcz - Poznań - Wrocław - Lubawka granica państwa  z Czechami )